# 神奈川フューチャードリームスの選手一覧
神奈川フューチャードリームスの選手一覧（かながわフューチャードリームスのせんしゅいちらん）はベースボール・チャレンジ・リーグ（ルートインBCリーグ）の神奈川フューチャードリームスに所属する選手、およびかつて所属していた主な選手の一覧である。
便宜上「保有選手」「練習生」については本来の守備位置内に記載する。

## 首脳陣
| 背番号 | 名前     | 役職               |
| ------ | -------- | ------------------ |
| 76     | 武藤孝司 | 監督               |
| 54     | 高木勇人 | 選手兼任投手コーチ |

## 所属選手

### 投手
| 背番号 | 選手名     | 投 | 打 | 備考                                      |
| ------ | ---------- | -- | -- | ----------------------------------------- |
| 11     | 小石川朋矢 | 右 | 右 | 2025年度新入団 練習生                     |
| 12     | 齋藤慶太   | 右 | 右 | 2025年度新入団 練習生                     |
| 13     | 福井聖理   | 左 | 右 | 2025年度新入団                            |
| 14     | 氏家蓮     | 右 | 右 |                                           |
| 15     | 加藤大     | 右 | 右 | 元・横浜DeNAベイスターズ 背番号13から変更 |
| 18     | 松村青     | 右 | 左 | 2025年度新入団                            |
| 19     | 富重英二郎 | 左 | 左 | 2025年度新入団                            |
| 21     | 中田優斗   | 右 | 右 | 2025年度新入団                            |
| 26     | 田中都羽   | 右 | 右 |                                           |
| 34     | 和田朋也   | 左 | 左 | 2025年度新入団 練習生                     |
| 36     | 岡本哲弥   | 右 | 右 |                                           |
| 37     | 梅元直哉   | 右 | 右 | 練習生                                    |
| 46     | 重𠮷翼     | 右 | 左 |                                           |
| 47     | 関野柊人   | 右 | 右 |                                           |
| 54     | 高木勇人   | 右 | 右 | コーチ兼任 元・埼玉西武ライオンズ 練習生  |
| 97     | 井田尚吾   | 左 | 左 | 2025年度新入団                            |

### 捕手
| 背番号 | 選手名   | 投 | 打 | 備考                            |
| ------ | -------- | -- | -- | ------------------------------- |
| 22     | 福島元弥 | 右 | 右 | 2025年度新入団 前年は茨城に所属 |
| 24     | 茶木遼太 | 右 | 右 |                                 |
| 29     | 井上翼   | 右 | 右 | 神奈川工科大学在学中            |

### 内野手
| 背番号 | 選手名   | 投 | 打 | 備考                                    |
| ------ | -------- | -- | -- | --------------------------------------- |
| 2      | 内藤真   | 右 | 左 |                                         |
| 5      | 武内勇賢 | 右 | 左 |                                         |
| 23     | 岡野優翔 | 右 | 左 | 2025年度新入団                          |
| 25     | 泉健太   | 右 | 右 | 2025年度新入団                          |
| 27     | 星野翼   | 右 | 右 | 練習生                                  |
| 51     | 黒川凱星 | 右 | 右 | 2025年度新入団 元・千葉ロッテマリーンズ |
| 58     | 玉城琉   | 右 | 右 |                                         |
| 66     | 山口祐輝 | 右 | 右 | 2025年度新入団                          |
| 77     | 平田幸人 | 右 | 左 | 2025年度新入団 練習生                   |

### 外野手
| 背番号 | 選手名             | 投 | 打 | 備考                                        |
| ------ | ------------------ | -- | -- | ------------------------------------------- |
| 00     | 吉川開斗           | 右 | 右 | 2025年度新入団 練習生                       |
| 0      | 村口英大           | 右 | 左 | キャプテン 背番号38から変更                 |
| 1      | 藤田祐哉           | 右 | 左 | 練習生                                      |
| 8      | 川村怜史           | 右 | 右 |                                             |
| 28     | アダム・ウォーカー | 右 | 右 | 2025年度新入団 元・福岡ソフトバンクホークス |
| 31     | 二宮陽斗           | 右 | 右 | 2025年度新入団                              |
| 35     | 戸口尚輝           | 右 | 左 |                                             |
| 44     | 藤松丈一郎         | 左 | 左 |                                             |

## 過去に在籍していた主な選手
- 青木颯  - ベストナイン（2021年）
- 伊藤克 - 地区最多セーブ (2020年)
- 乾真大 - 元・読売ジャイアンツ。コーチ兼任、地区最多奪三振（2020年・2022年）、地区最優秀防御率（2021年）
- 大高歩
- 柿崎颯馬 - ベストナイン（2023年・2024年）、コーチ兼任の時期あり
- 勝又温史 - 横浜DeNAベイスターズからの派遣選手
- カレオン・ジョニル・マラリ
- 工藤祐二朗
- 熊谷凌 - ベストナイン（2024年）
- 齋藤尊志
- ジョフレック・ディアス - 横浜DeNAベイスターズからの派遣選手
- 杉浦健二郎 - 退団後、2022年にフランスプロ野球チーム (モンペリエ・バラクーダス（英語版）)に入団
- スターリン - 横浜DeNAベイスターズからの派遣選手
- 根本和也
- 野村裕樹
- ハンセル・マルセリーノ - 横浜DeNAベイスターズからの派遣選手
- フランディー・デラロサ - 横浜DeNAベイスターズからの派遣選手
- 牧田龍輝 - ベストナイン（2020年）
- 宮城滝太 - 横浜DeNAベイスターズからの派遣選手
- ミラン・プロコップ - 2023WBCチェコ代表
- 惠健透 - 退団後、北海道日本ハムファイターズブルペン捕手[2] （2023年）
- 山上信吾 - 元・読売ジャイアンツ
- 山本雅士 - 元・中日ドラゴンズ、地区最多奪三振（2021年）
- レミー・コルデロ - 元・横浜DeNAベイスターズ[1]

## 歴代監督
- 鈴木尚典 （2020年 - 2021年）
- 川村丈夫 （2022年 - 2024年）